# 카스텔라바테
카스텔라바테(이탈리아어: Castellabate)는 이탈리아 캄파니아주 살레르노도에 위치한 코무네다.